# Рудник Амрун
Рудник Амрун – гірничодобувний майданчик на півночі Австралії.
З першої половини 1960-х на східному узбережжі затоки Карпентарія діяв комплекс з видобутку бокситів у Вейпа. На тлі вичерання його запасів гірничодобувний гігант Rio Tinto у 2018-му ввів в дію розташований за кілька десятків кілометрів південніше рудник Амрун. За проектом останній повинен був почати з рівня у 10 млн тонн бокситів на рік з подальшим виходом на потужність у 22,8 млн тонн. В майбутньому Амрун має повністю замінити копальні Іст-Вейпа (закрита в 2024-му) та Андум, при цьому сировинний потенціал Амрун дозволяє вийти на рівень у 50 млн тонн на рік (старі копальні могли видавати разом понад 30 млн тонн). Станом на кінець 2021 року запаси родовища Амрун оцінювались у 826 млн тонн, крім того, існували ресурси категорій виміряні та показані в обсязі 589 млн тонн.
Розробка ведеться відкритим способом із приповерхневої зони. Видобута руда проходить підготовку на належних до комплексу збагачувальних фабриках у Бойд та Норман-Крік.
Товарна продукція відправляється через належний до комплексу власний портовий термінал, який включає винесену в море 650-метрову естакаду, що переходить у 350-метровий причал. Для підтримки необхідних глибин провадиться експлуатаційне днопоглиблення, яке наприкінці 2010-х – в першій половині 2020-х здійснював землесосний снаряд «Brisbane».
Велику частину продукції рудника споживають розташовані на східному узбережжі Австралії глиноземні заводи у Гладстоні та Ярвуні.
Енергетичні потреби копальні забезпечує власна електростанція із 22 дизель-генераторів загальною потужністю 22 МВт. Для забезпечення водопостачання на річці Норман-Крік спорудили греблю Аррав, крім того, додатковий ресурс отримують з Вард-Рівер та артезіанських свердловин.